# 生命の樹 (工芸品)

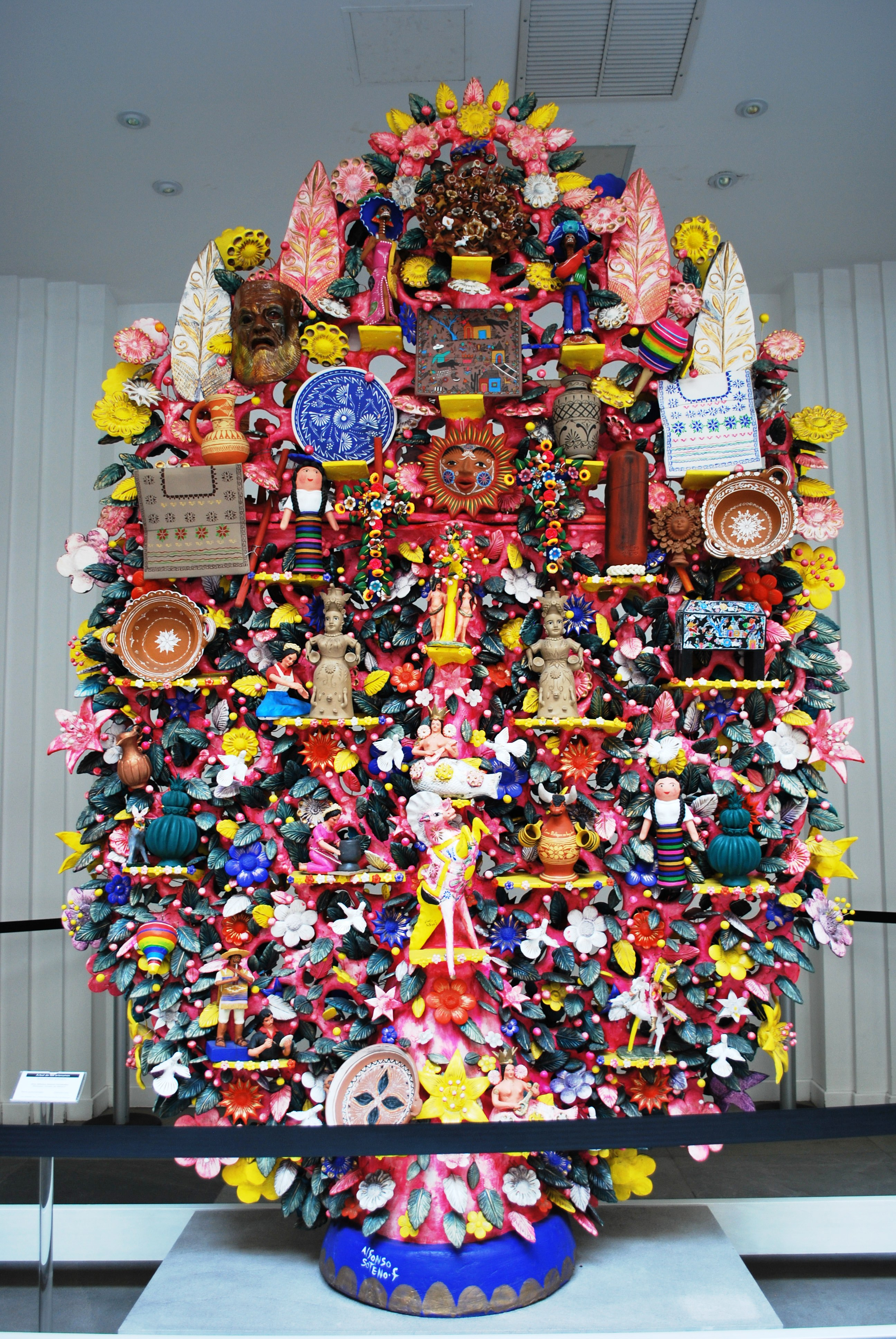
メキシコの大衆芸術博物館に展示された生命の樹。Oscar Sotano作。

生命の樹（せいめいのき、スペイン語:Árbol de la vida）とは、メヒコ州のメテペックなど、主にメキシコ中部で造られる粘土工芸品の一種である。植民地時代初期に聖書の教えを原住民に伝えるために造られたのが始まりと言われる。現在はメテペックに根づいたものと考えられているが、起源はプエブラ州のイスカル・デ・マタモロスである。元々はアダムとイヴのような、聖書に登場するイメージを題材として用いたが、今日では必ずしも聖書とは関係のない題材がモチーフとされることも多い。

## 起源

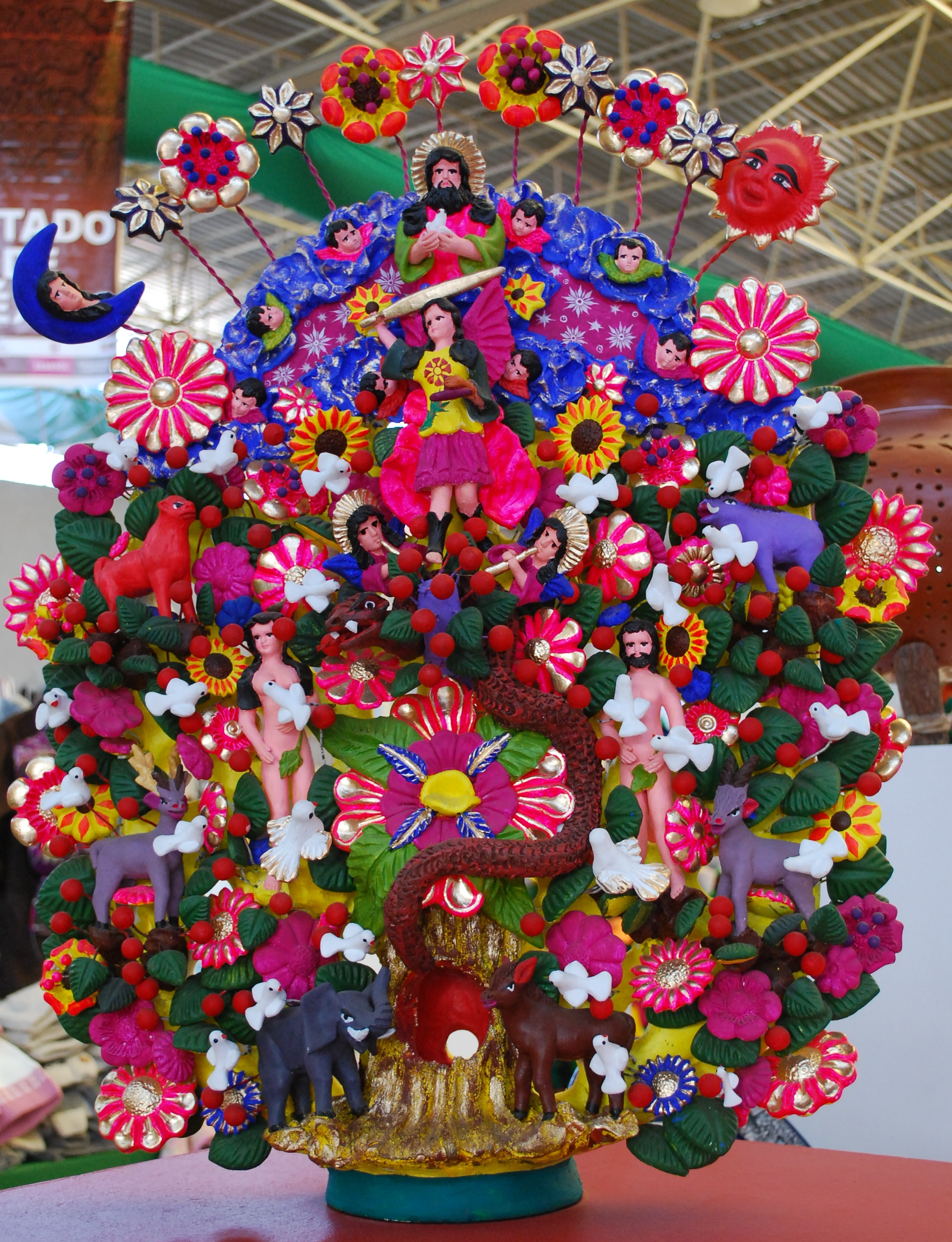
エデンの園をモチーフにした伝統的形式の生命の樹。

中央メキシコでは、生命の樹に見られるような陶器やセラミックの技術が古くから受け継がれてきた。陶器や粘土技術の起源は紀元前1800年から1300年にまで遡る。こうしたものに色付けを行う手法は後のオルメカの影響を受けたものと言われる。西暦800年ごろにはテオティワカンの影響でセラミック製品に宗教的シンボルが取り入れられるようになった。マトラツィンカ人の工芸品は現在メヒコ州あたりの地域に受け継がれているが、メヒコ州はメキシコ盆地と現在のモレロス州やゲレーロ州といった地域に囲まれた地域であり、西暦800年ごろから現在までマトラツィンカ人の工芸品はこれらの周辺地域から多様な影響を受けて発展してきた。
スペインによるアステカ帝国の征服の後、カトリック修道士はそれまであった原住民の神々を崇拝する工芸品を破壊し、代わりにカトリックの聖人崇敬に用いるものを広めた。原住民にカトリックの教えを説くために生命の樹が絵画などにも描かれた。
植民地時代、メキシコのセラミック製品は主に自己消費のために生産された。セラミック製品はスペインと原住民の技術やデザインが融合したものとなった。20世紀前半には豪華に飾りつけられた生命の樹が登場した。「春」や「死」など、非宗教的題材をモチーフとする生命の樹はこの典型例であった。
エデンの園のような聖書に登場するテーマを扱った「樹」の生産はプエブラ州のイスカル・デ・マタモロスで始まり、メヒコ州のメテペックをはじめとした他の地域に広がっていった。特にメテペックのものは鮮やかな着色が特徴的である。やがて「樹」の造形品はこの地域を象徴するものとなり、この地域でしか見られない伝統工芸品になっていった。

## 特徴

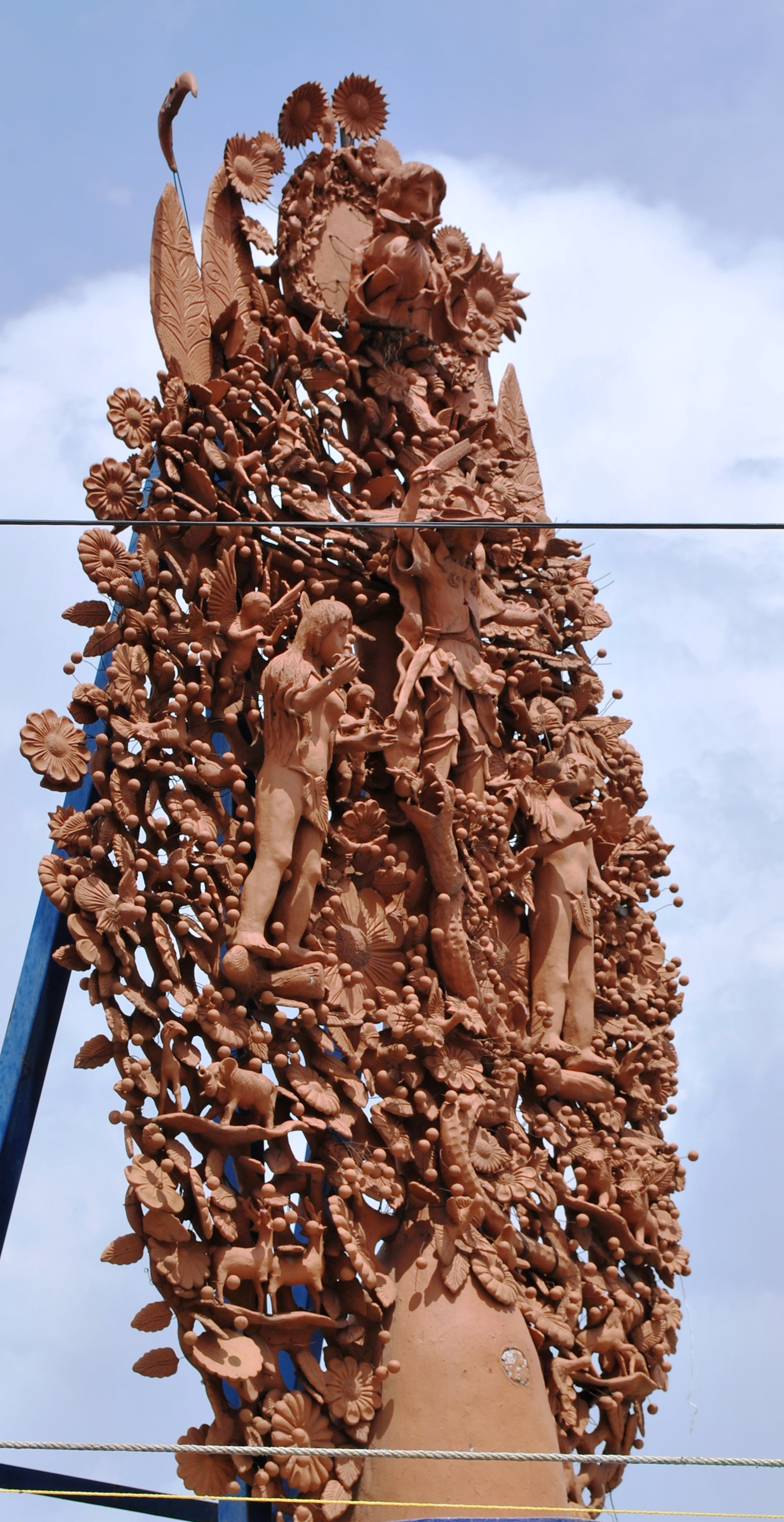
メテペックにある生命の樹。テーマはアダムとイブ。

伝統的な生命の樹には宗教上重要なテーマが描かれている。頂点には神のイメージがおかれ、下部には神が世界を7日間で作り上げたことを表す太陽や月、動物やアダムとイブなどが描かれる。聖書に登場するサタンや、アダムとイブをエデンの園から追い出した天使ガブリエルも生命の樹の下部に描かれる。全体的にみると生命の樹は襡台のような形をしている。宗教上の目的や装飾の目的で造られることが多く、香炉のあるものは宗教的目的から作られたものが多い。イスカル・デ・マタモロスでは聖体の祝日での行進にも用いられる。
生命の樹は粘土をガス窯にて低温で焼成して造られる。高さ26センチから60センチくらいのものが多く、作成には2週間から3か月程度かかることが多いが、大きなものでは作成に3年かかるものもあり、サイズは大きなものから小さなものまで多種多様である。様々なテーマが取り上げられるが、生と死の二元性や人間と自然界の関係性も扱われる。生命の樹を作成・販売しているのは主に親・祖先から製造方法を学んだ職人たちである。
この数十年で生命の樹は多様なものとなり、生と死の二元性や人間と自然界の関係性を扱ったものが増えたが、ほとんどは以前のようにアダムとイブなど宗教上のテーマも同時に扱っている。しかしTiburcio Soteno Fernandezのように、宗教上のテーマと全く関係のない生命の樹を作成する職人もいる。多くは有名人の半生や有名な場所の歴史をテーマとして扱ったものが多く、彼の作品はスコットランド、アメリカ合衆国、カナダ、イタリア、フランスといった外国でも展示されている。しかし、なかにはこうしたエデンの園と関係のない作品は真の生命の樹とは言えないと指摘する者もいる。

## 現在の生命の樹

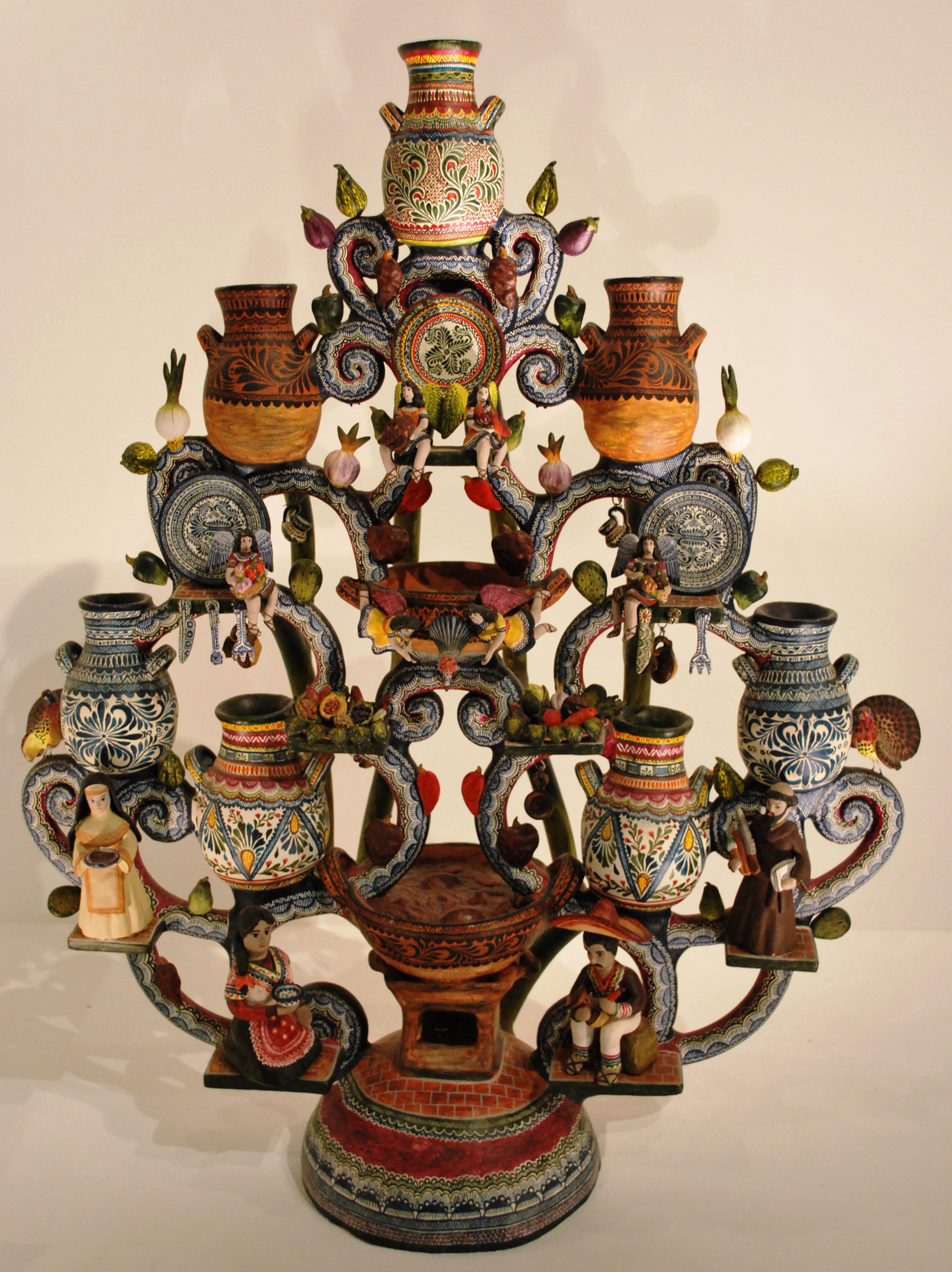
プエブラ州伝統のタラベラ焼きをテーマとした生命の樹。

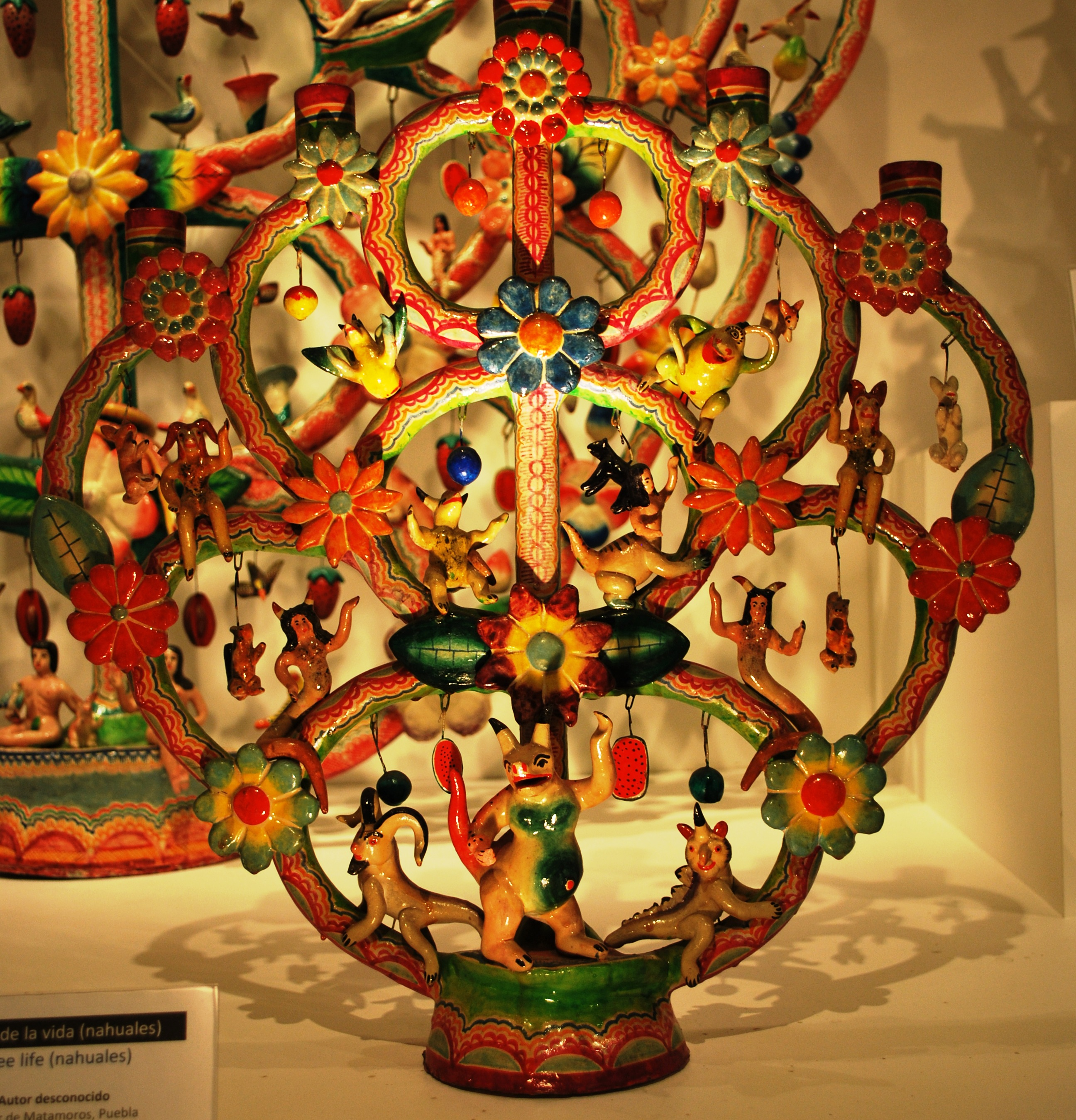
アステカ族の悪魔"Nahual"をテーマとした生命の樹。

現在生命の樹が主に生産されているのは、メヒコ州のメテペック、プエブラ州のイスカル・デ・マタモロスとアカトラン・デ・オソリオの3つの地域である。かつては妊娠や富の象徴として新婚夫婦にプレゼントされる習慣があった。現在最も生産が盛んな地域はメテペックで、職人たちは中国、日本、フランス、イタリア、ドイツ、スペインといった外国からも発注を受けている。この中でもスペインへの輸出が最大である。有名なメテペックの職人としてはArchundia、Tito Reyes、Modesta Fernandez、Macario Garduno、Paz Lopez、Claudio Tapia、Timoteo Gonzalez、Celso Rodriguez、Jose Sanchez de Leon、Lazaro、Manuel Leonらが挙げられる。メテペック市当局は伝統を守るために陶芸やセラミック加工技術の講座を後援している。
しかし現在職人は減少傾向で、消滅の危機にある。例えばメテペックのコモンフォルト通りでは多くの職人が製陶業を営んでいるが、この中で生命の樹を生産しているのはわずかに2店舗である。職人減少の最も大きな要因は、主にアジアからの安価な模造品の流入である。メキシコの職人たちにとってこれは致命的な問題であり、メキシコ政府は伝統工芸品の商標登録と原産地呼称に乗り出した。2009年には生命の樹はメテペックとその隣のカリマヤの職人たちの商標として登録され、生命の樹生産に従事するおよそ300世帯がこの恩恵を受けることになった。また、これに加えて生命の樹のトレードマークを作ることも検討されている。
メキシコでは優れた陶器作品を選出するConcurso Nacional de Alfareria y Ceramica（国立陶器・セラミックコンクール）が行われていて、毎年生命の樹（Árbol de la vida）も出品される。生命の樹以外にもオアハカ州、ハリスコ州、グアナフアト州など、メキシコ各地から陶器作品が出品されるが、その中でもメヒコ州から最も多く出品される。コンクールは焼成しないもの、低温焼成、高温焼成、琺瑯と、部門別に審査される。ここでは毎年メキシコ各地の原住民コミュニティの代表者が集まり人間による「生命の樹」をつくる。2006年には63のコミュニティから民族衣装を着た500人が集まって人間ピラミッドをつくり、世界平和を訴えた。サポテコ族、ワステカ族、タラスコ族、マヤ族、オトミ族、タラウマラ族、ウイチョル族、ヤキ族などからも代表者が集まった。
Explanada Artesanal（職人広場の意）など、似たような試みのイベントは他にも行われているが、繁盛しているものは少ない。Explanada Artesanalでは本物の民族工芸品が販売されているにもかかわらず、会場が汚い上に照明も暗く、訪れる人は少ない。このイベントはメテペックのイダルゴ通りで開催され、地元で作られた粘土・セラミック製品を販売する95の店舗が集まるが、来場者が少ないために週末しか営業されていない。サービスの拡充や広告宣伝など、自治体による支援が不十分という販売業者もいる。